# Kaszabinus burjata
Kaszabinus burjata är en insektsart som beskrevs av Kusnezov 1929. Kaszabinus burjata ingår i släktet Kaszabinus och familjen dvärgstritar. Inga underarter finns listade i Catalogue of Life.